# Luzara rufipennis
Luzara rufipennis är en insektsart som beskrevs av Walker, F. 1869. Luzara rufipennis ingår i släktet Luzara och familjen syrsor. Inga underarter finns listade i Catalogue of Life.